# Tivoli Neu
Tivoli Neu je fotbalový stadion, nacházející se v rakouském Innsbrucku. Je to domácí stadion klubu FC Wacker Tirol a jeden ze čtyř rakouských stadionů, který hostil Euro 2008.